# Relaciones Brasil-Uruguay

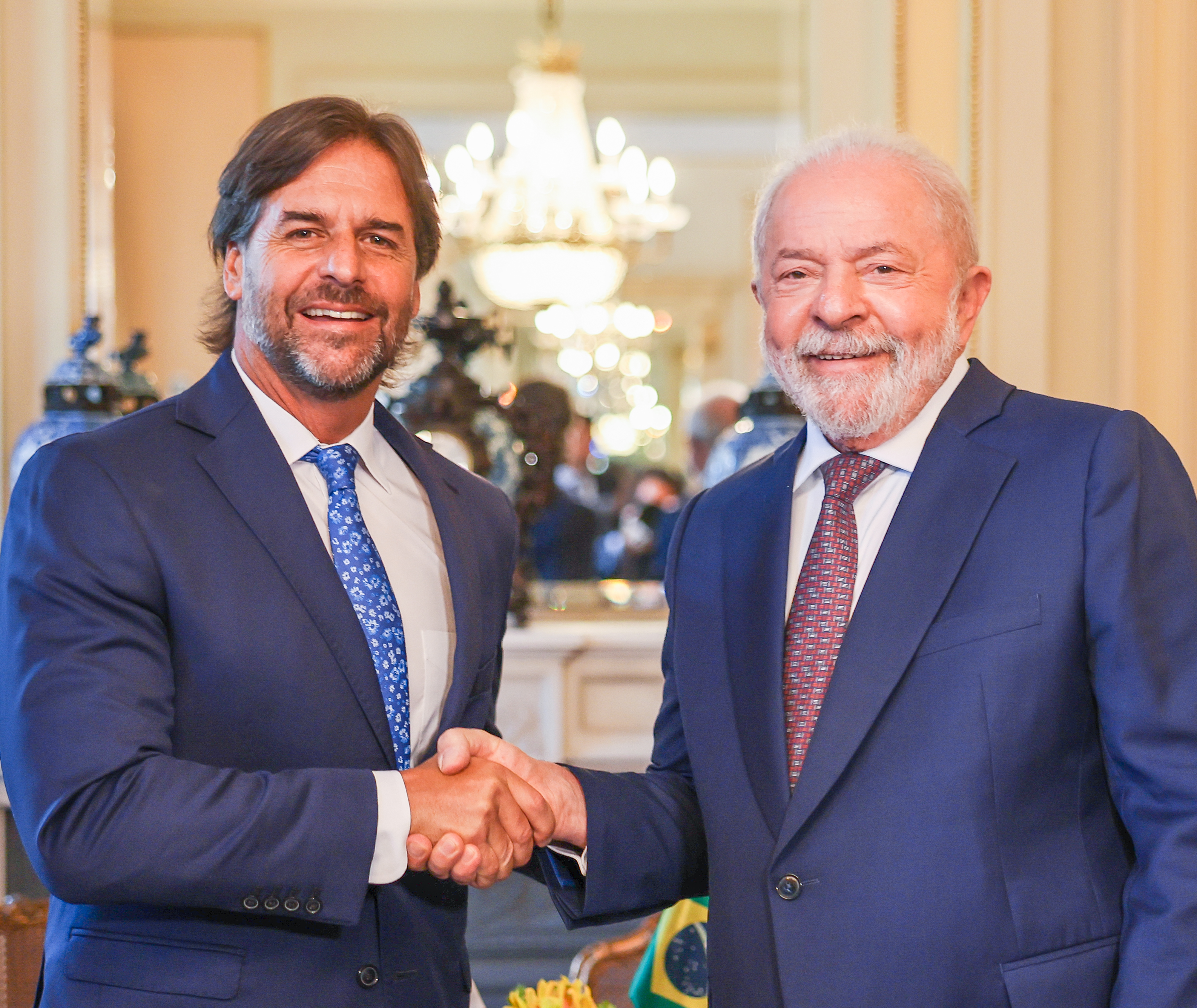
Los presidentes Luis Lacalle Pou y Luiz Inácio Lula da Silva (de Uruguay y Brasil respectivamente) en enero de 2023.

Las relaciones Brasil-Uruguay son las relaciones exteriores entre Brasil y Uruguay. Las relaciones Brasil-Uruguay abarcan muchas relaciones complejas a lo largo de tres siglos, comenzando en 1680 con el establecimiento de la Colonia del Sacramento, hasta el día de hoy. Brasil y Uruguay son países vecinos de América del Sur y comparten estrechos vínculos políticos, económicos y culturales. La singularidad de las relaciones bilaterales entre los dos países se origina en una fuerte conexión histórica, marcada por acontecimientos importantes, como el establecimiento de la Colonia del Sacramento en 1680, la invasión de la Banda Oriental por Brasil en 1815 y la subsiguiente creación de la Cisplatina y la independencia de Uruguay del Brasil en 1828. La relación bilateral fue definida más adelante por la guerra civil uruguaya (1839-1851) y la guerra contra Paraguay (1864-1870). 
Las relaciones entre finales del siglo XIX y finales del siglo XX fueron eclipsadas por la política interna y resultaron en un período de distanciamiento entre los dos países. La firma del Tratado de Asunción en 1991 inició un período de vínculos políticos, económicos y culturales más estrechos. Hoy, el gobierno brasileño define a Uruguay como una alianza estratégica y coloca la relación bilateral como una prioridad de política exterior. Esto se cumple con la reciprocidad de Montevideo. Uruguay ha apoyado la candidatura brasileña para un puesto permanente en el Consejo de Seguridad de las Naciones Unidas.

## Historia

### Colonización
Los españoles llegaron al territorio del actual Uruguay en 1516, pero la feroz resistencia del pueblo a la conquista, combinada con la ausencia de oro y plata, limitó el asentamiento en la región durante los siglos XVI y XVII. Uruguay se convirtió en una zona de disputa entre el Imperio Español y el Imperio Brasileño. En 1603 los españoles comenzaron a introducir el ganado, que se convirtió en una fuente de riqueza en la región. El primer asentamiento permanente en el territorio del actual Uruguay fue fundado por los españoles en 1624 en Villa Soriano a orillas del río Negro. En 1669-71, los portugueses construyeron una fortificación a las orillas del Río de la Plata. Fundada en 1680 por Portugal como Colonia del Sacramento, fue posteriormente disputada por los españoles que se establecieron en la orilla opuesta del río en Buenos Aires. La colonia fue conquistada por José de Garro en 1680, pero volvió a manos de Portugal el año siguiente. Fue conquistada nuevamente por los españoles en marzo de 1705 después de un Sitio de Colonia del Sacramento de cinco meses, pero finalmente fue devuelta a Portugal en el Tratado de Utrecht. España trataría de recuperar la colonia durante la guerra hispano-portuguesa de 1735. Cambió de manos de debido a tratados como el tratado de Madrid del 13 de enero de 1750 y el Tratado de San Ildefonso de 1777, hasta que permaneció con los españoles.

### Anexión e independencia

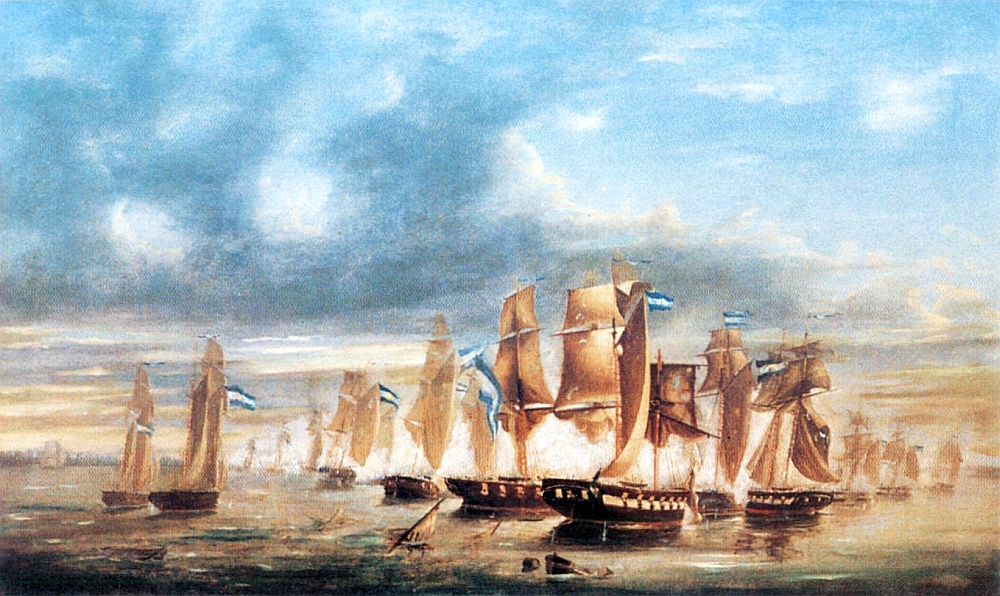
La batalla de Juncal, durante la guerra de Cisplatina.

En 1811, José Gervasio Artigas, que se convirtió en el héroe nacional de Uruguay, lanzó una exitosa revuelta contra España, derrotando a las fuerzas españolas el 18 de mayo en la Batalla de Las Piedras. Luego liberó a Montevideo del control centralizador de Buenos Aires, y en 1815 declaró laLiga Federal. En agosto de 1816, las fuerzas del Reino Unido de Portugal, Brasil y Algarves invadieron la Banda Oriental (Uruguay actual) con la intención de destruir la Liga Federal. Las fuerzas brasileñas, gracias a su superioridad numérica y material, ocuparon Montevideo el 20 de enero de 1817, y después de luchar durante tres años en el campo, derrotaron a Artigas en la Batalla de Tacuarembó.
En 1821, la Banda Oriental, fue anexada por el Brasil bajo el nombre de Provincia Cisplatina. En respuesta, los Treinta y Tres Orientales, dirigidos por Juan Antonio Lavalleja, declararon la independencia de Brasil el 25 de agosto de 1825, apoyados por las Provincias Unidas del Río de la Plata. Esto llevó a la guerra del Brasil, que duró 500 días. Ninguno de los dos lados ganó la ventaja, y en 1828 el Tratado de Montevideo de 1828, promovido por el Imperio Británico, dio a luz a Uruguay como un estado independiente.

### Guerra Civil Uruguaya
La escena política en Uruguay después de su independencia de Brasil se dividió entre dos partidos, el conservador Partido Nacional (blancos) y el liberal Partido Colorado. Los Colorados  fueron dirigidos por Fructuoso Rivera y representaron los intereses comerciales de Montevideo; los blancos estaban encabezados por Manuel Oribe, que cuidaba de los intereses agrícolas del campo y promovía el proteccionismo.
En 1838, el Reino de Francia comenzó un bloqueo del Río de la Plata sobre el puerto de Buenos Aires, en apoyo de la Confederación Perú-Boliviana, quien había declarado la Guerra de la Confederación a Argentina. Incapaz de desplegar tropas terrestres, Francia buscó fuerzas aliadas para luchar contra Juan Manuel de Rosas, el gobernador de la Confederación Argentina, en su nombre. Para este propósito ayudaron a Fructuoso Rivera a derribar al presidente uruguayo Manuel Oribe, que estaba en buenos términos con Rosas. Oribe fue exiliado a Buenos Aires y Rivera asumió el poder en octubre de 1838. Rosas no reconoció a Rivera como presidente legítimo, y trató de restablecer Oribe en el poder. Rivera y Juan Lavalle prepararon tropas para atacar Buenos Aires. Tanto el Reino Unido de Gran Bretaña e Irlanda como las tropas francesas intervinieron, iniciando la guerra civil uruguaya, conocida como Guerra Grande.
Manuel Oribe finalmente fue derrotado en 1851, dejando a los colorados en pleno control del país. Brasil siguió interviniendo en Uruguay en mayo de 1851, apoyando al colorados con fuerzas financieras y navales. En febrero de 1852, Rosas renunció, y las fuerzas procolorados levantaron el sitio de Montevideo. Uruguay recompensó el apoyo financiero y militar de Brasil firmando cinco tratados en 1851 que preveían la alianza perpetua entre ambos países. Montevideo confirmó el derecho de Brasil a intervenir en los asuntos internos del Uruguay. Los tratados también permitieron la navegación conjunta en el río Uruguay y sus tributarios, y las exportaciones de ganado exento de impuestos y carne salada. Los tratados también reconocieron la deuda de Uruguay con Brasil por su ayuda contra los blancos, y el compromiso de Brasil para conceder un préstamo adicional. Además, Uruguay renunció a sus reivindicaciones territoriales al norte del río Cuareim, reduciendo así su área a unos 176.000 kilómetros cuadrados y reconoció el derecho exclusivo de navegación de Brasil en la laguna Mirim y el río Yaguarón, la frontera natural entre ambos países.

### Guerra de la Triple Alianza
En 1855, estalló un nuevo conflicto entre las partes. Alcanzó su punto álgido durante la guerra de la Triple Alianza. En 1863, el general colorado Venancio Flores organizó un levantamiento armado contra el presidente blanco Bernardo Prudencio Berro. Flores ganó el respaldo de Brasil y, esta vez, de Argentina, quien le suministró tropas y armas, mientras que Berro hizo una alianza con el líder paraguayo Francisco Solano López. Cuando el gobierno de Berro fue derrocado en 1864 con ayuda brasileña, López lo usó como pretexto para declarar la guerra a Uruguay. El resultado fue la guerra de la Triple Alianza, un conflicto de cinco años en el que los ejércitos uruguayo, brasileño y argentino lucharon contra el Paraguay, y que Flores finalmente ganó, pero solo al precio de la pérdida del 95% de sus propias tropas. Flores no disfrutó de su victoria pírrica durante mucho tiempo. En 1868, fue asesinado el mismo día que su rival Berro.
Ambas partes estaban cansadas del caos. En 1870, llegaron a un acuerdo para definir esferas de influencia: los colorados controlarían Montevideo y la región costera, los blancos gobernarían el interior con sus fincas agrícolas. Además, a los blancos se les pagó medio millón de dólares para compensarles por la pérdida de su participación en Montevideo. Pero la mentalidad caudillista era difícil de borrar de Uruguay y las pugnas políticas continuaron culminando en la Revolución de las Lanzas (1870-1872), y más tarde con la sublevación de Aparicio Saravia, quien fue herido fatalmente en la Batalla de Masoller (1904).

### Años recientes
El 30 de julio de 2010, el presidente Luiz Inácio Lula da Silva de Brasil y su par uruguayo, José Mujica, firmaron acuerdos de cooperación en materia de defensa, ciencia, tecnología, energía, transporte fluvial y pesca con la esperanza de acelerar el desarrollo político y económico Integración entre estos dos países vecinos.

## Región transfronteriza
La frontera Brasil-Uruguay se extiende 1068 km. La cercana proximidad geográfica de algunas ciudades brasileñas y uruguayas o centros urbanos les ha llevado a llamarse "ciudades gemelas". Estas ciudades suelen compartir estrechos vínculos demográficos, económicos y políticos. Las siguientes son ciudades gemelas entre ambos países:
| Ciudad brasileña      | Población | tipo de borde              | Ciudad uruguaya | Población |
| --------------------- | --------- | -------------------------- | --------------- | --------- |
| Chuí                  | 6564      | avenida                    | Chuy            | 10 401    |
| Jaguarão              | 58 855    | río (puente internacional) | Río Branco      | 13 456    |
| Aceguá                | 5 538     | avenida                    | Aceguá          | 4 578     |
| Santana do Livramento | 97 488    | plaza                      | Rivera          | 64 326    |
| Quaraí                | 25 044    | río (puente internacional) | Artigas         | 41 687    |
| Barra do Quaraí       | 4 578     | río (puente internacional) | Bella Unión     | 13 187    |

### Dispuntas territoriales
Existe una larga disputa fronteriza que involucra territorio en las cercanías de Masoller entre Uruguay y Brasil, aunque esto no ha dañado estrechas relaciones diplomáticas y económicas entre los dos países. La zona en disputa se denomina Rincón de Artigas, y la disputa surge del hecho de que el tratado que delimitó la frontera Brasil-Uruguay en 1861 determinó que la frontera en esa área sería un curso de agua llamado Arroyo de la Invernada, pero los dos países no están de acuerdo en cuál corriente es la que efectivamente se denomina así.
Otro territorio en disputa es la isla brasileña en la confluencia del río Cuareim y el río Uruguay.

## Comercio e inversión
|                                                                              | 2006              | 2007              | 2008              | 2009              | 2010              | 2011              |
| ---------------------------------------------------------------------------- | ----------------- | ----------------- | ----------------- | ----------------- | ----------------- | ----------------- |
| Exportaciones brasileñas a Uruguay                                           | $1 mil millones   | $1,2 mil millones | $1,6 mil millones | $1,4 mil millones | $1,5 mil millones | $2 mil millones   |
| Exportaciones uruguayas a Brasil                                             | $0,6 mil millones | $0,8 mil millones | $1 mil millones   | $1,2 mil millones | $1,6 mil millones | $1,7 mil millones |
| Comercio total                                                               | $1,6 mil millones | $2 mil millones   | $2,6 mil millones | $2,6 mil millones | $3,1 mil millones | $3,7 mil millones |
| Nota: Todos los valores son en dólares de los Estados Unidos. Fuente: SECEX. |                   |                   |                   |                   |                   |                   |

## Misiones diplomáticas residentes
|  | De Brasil - Montevideo (Embajada) - Rivera (Consulado-General) - Chuy (Consulado) - Artigas (Vice-Consulado) - Río Branco (Vice-Consulado) | De Uruguay - Brasília (Embajada) - Belo Horizonte (Consulado-General) - Florianópolis (Consulado-General) - Porto Alegre (Consulado-General) - Río de Janeiro (Consulado-General) - São Paulo (Consulado-General) - Bagé (Consulado) - Belo Horizonte (Consulado) |

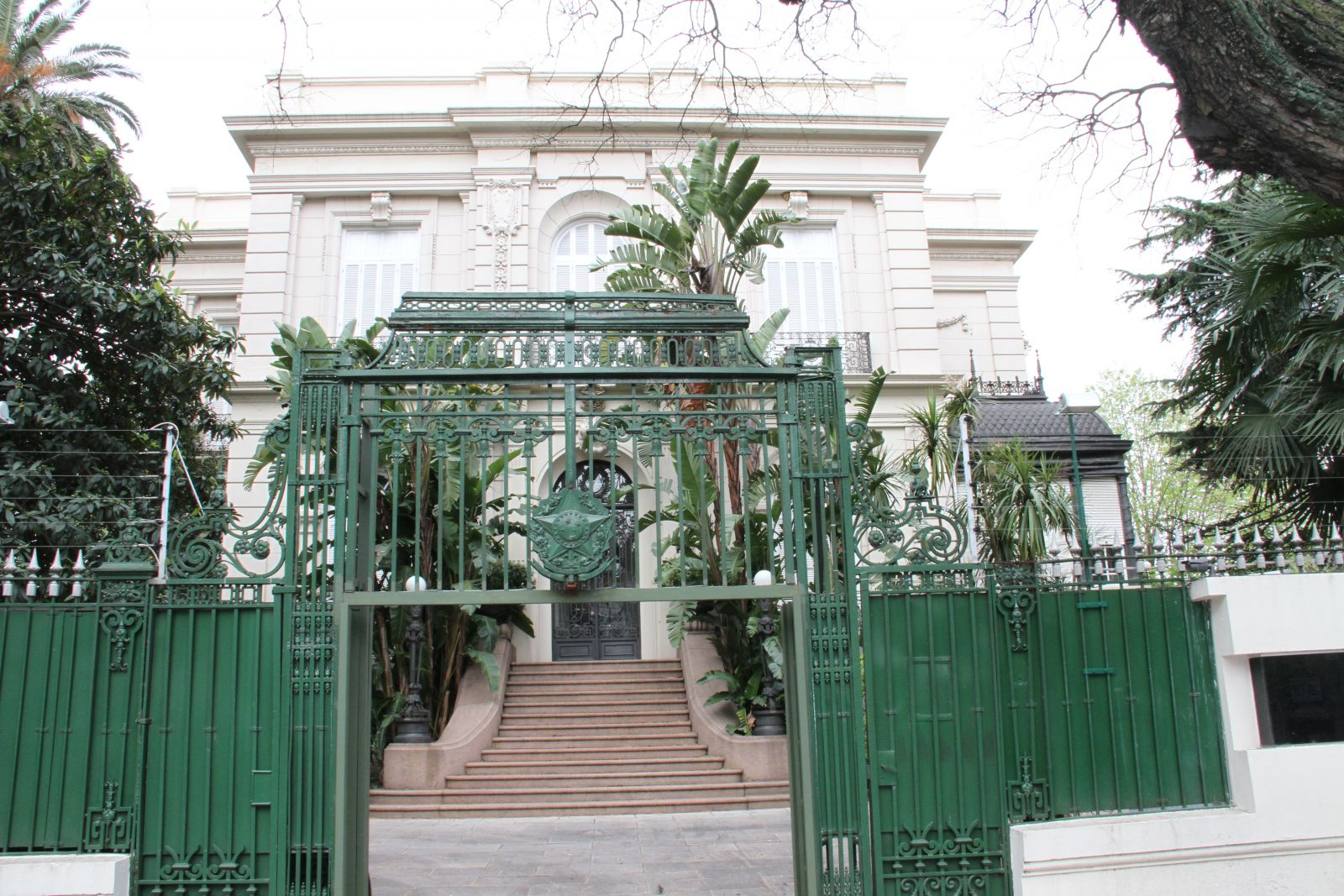
Embajada de Brasil en Montevideo
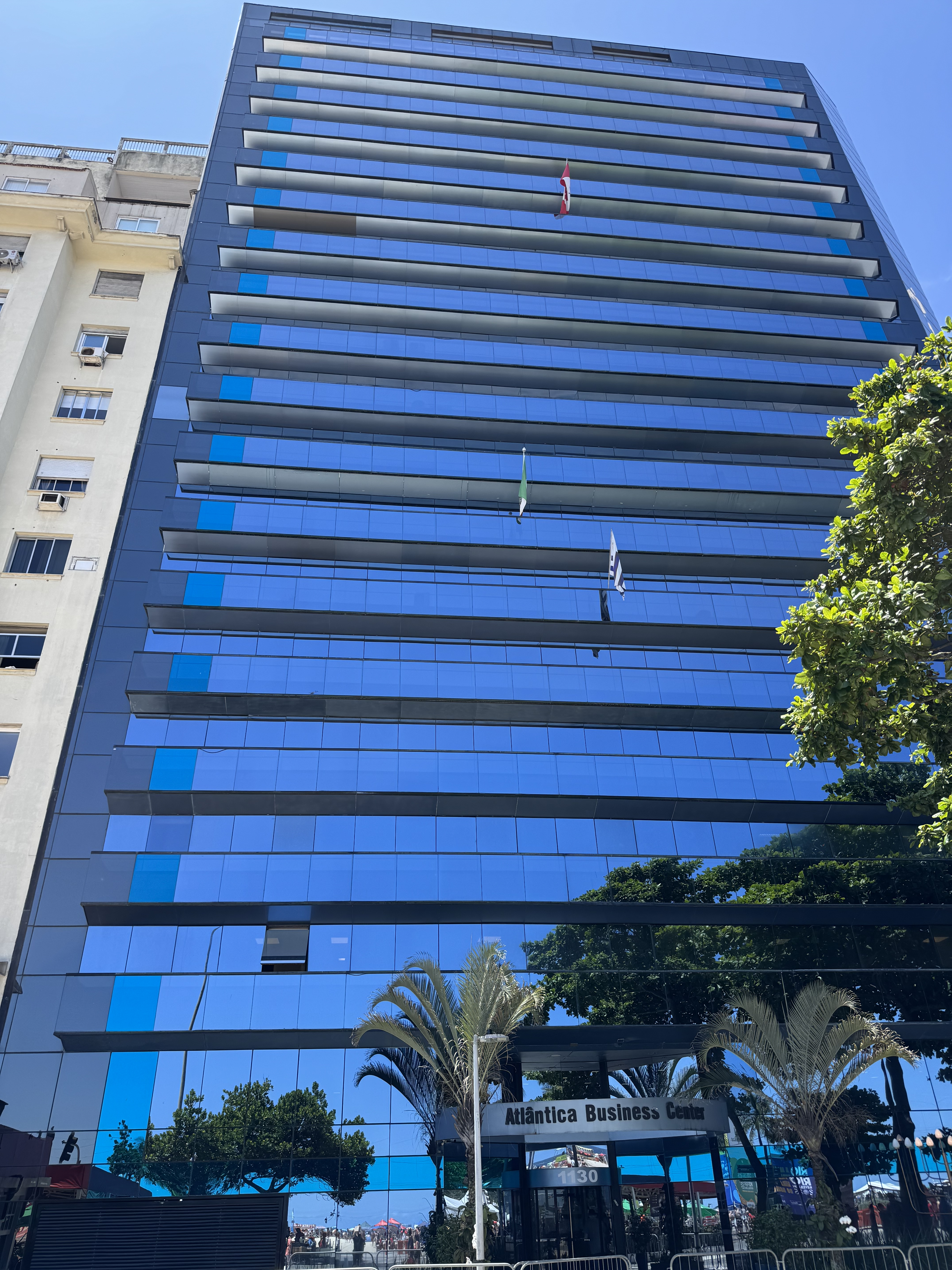
Consulado-General de Uruguay en Río de Janeiro